# Eviota mimica
Eviota mimica, tên thông thường là mimic dwarfgoby, là một loài cá biển thuộc chi Eviota trong họ Cá bống trắng. Loài này được mô tả lần đầu tiên vào năm 2016.

## Từ nguyên
Từ mimica trong danh pháp của loài cá này theo tiếng Latinh có nghĩa là "bắt chước", ám chỉ sự giống nhau giữa loài này với Eviota minuta.

## Phạm vi phân bố và môi trường sống
E. mimica hiện chỉ được biết đến ở vùng biển giữa hai đảo Viti Levu và Vanua Levu (Fiji). Mẫu vật của E. mimica được thu thập gần các rạn san hô ở độ sâu khoảng 19,5 m trở lại.

## Mô tả
Chiều dài cơ thể tối đa được ghi nhận ở E. mimica là 1,3 cm. Đầu và thân trong mờ, màu trắng. Các sọc bên dưới lớp da và các sắc tố trên đầu và thân có màu đen. Các sắc tố đen tập trung ở nửa thân trước nhưng không có trên các vây. Đồng tử đen, mống mắt màu vàng nhạt với các vạch đỏ bao quanh đồng tử.
Số gai ở vây lưng: 7; Số tia vây ở vây lưng: 8; Số gai ở vây hậu môn: 1; Số tia vây ở vây hậu môn: 8; Số tia vây ở vây ngực: 16.